# L'Homme qui voulut être roi (film)
Pour la nouvelle de Kipling dont ce film est l'adaptation, voir L'Homme qui voulut être roi (nouvelle).
Pour plus de détails, voir Fiche technique et Distribution.
L'Homme qui voulut être roi (The Man Who Would Be King) est un film d'aventures américano-britannique réalisé par John Huston, sorti en 1975. Il s’agit de l’adaptation de la nouvelle de même titre publiée par Rudyard Kipling en 1888.

## Synopsis
Aux Indes, Daniel Dravot et Peachy Carnehan, deux amis britanniques, anciens militaires, francs-maçons et surtout aventuriers déterminés et peu scrupuleux, caressent un rêve fou : entrer au Kafiristan (un pays légendaire où aucun Européen n'a mis le pied depuis Alexandre le Grand) et en devenir le roi. Avec l'aide d'un journaliste anglais, Rudyard Kipling, ils parviennent à entreprendre le périlleux voyage…
Dans son bureau du journal The Northern Star, Kipling reçoit la visite d'une épave humaine, en haillons et à moitié fou, qui se présente comme celui qu'il a jadis connu sous le nom de Peachy Carnehan. Peachy raconte à Kipling comment, avec Daniel Dravot, il est arrivé au Kafiristan, province de l'Afghanistan, où ils sont devenus des dieux, ont régné et ont fini par tout perdre.
Quelques années plus tôt, Daniel Dravot et Peachy Carnehan ont rendu visite à Kipling dans son bureau. Ils y ont consulté des cartes et des encyclopédies et ont signé devant Kipling un contrat les obligeant à être loyaux l'un envers l'autre, et à se tenir à l'écart de l'alcool et des femmes tant que leur but ne serait pas atteint. Puis ils sont partis vers le nord, franchissant la passe de Khyber, pénétrant par des régions inexplorées au Kafiristan (littéralement, « le pays des non-croyants »).
Ils rencontrent par hasard un Ghurka qui se fait appeler Billy Fish, nom qui lui a été donné par son régiment parce que plus prononçable, seul survivant d'une expédition cartographique disparue des années auparavant. Billy parle l'anglais parfaitement, ainsi que la langue locale, et c'est ainsi qu'il aide Carnehan et Dravot dans leur ascension vers le trône, en tant qu'interprète et guide des coutumes locales.
Ils offrent leurs services comme « conseillers militaires », aidant un village puis un autre à triompher de leurs ennemis pour s'en faire des alliés. Au cours d'une bataille, Dravot reçoit une flèche en pleine poitrine mais continue à se battre ; les indigènes le croient alors immortel. En fait, la flèche a été arrêtée par une cartouchière, sous la tunique rouge de Dravot, où elle est restée plantée. Dravot et Carnehan décident de ne pas détromper les indigènes, leur superstition pouvant les aider à parvenir à leurs fins. Plus tard, leurs exploits étant parvenus aux oreilles du « grand prêtre », ils sont convoqués dans la « ville sainte » de Sikandergul. On découvre sur la poitrine de Dravot la médaille maçonnique que lui avait offerte Kipling, dans laquelle les indigènes reconnaissent un symbole gravé dans une pierre qu'ils attribuent à Alexandre le Grand (« Sikander » en langue locale proche de la transcription arabe et persane « Iskandar » ou « Iskander »). Dans une variante du culte du cargo, ils prennent Dravot pour le fils d'Alexandre revenu parmi son peuple et il est couronné roi.
Dravot prend son rôle au sérieux : il rend la justice, entreprend de « moderniser » le pays avec l'aide de Carnehan et de Billy Fish, et se voit à la tête d'un empire. Les mois passent et Peachy Carnehan songe à quitter le pays en emportant sa part du fabuleux trésor de Sikandergul. Mais Dravot, qui entretient des rêves de grandeur, est décidé à rester et à faire son métier de roi. Ayant décidé, contre l'avis de son ami, de prendre femme pour fonder une dynastie, il jette son dévolu sur la belle Roxanne. Peachy Carnehan accepte d'attendre le mariage pour partir. Mais Roxanne, comme ses compatriotes, craint qu'une mortelle ne puisse survivre au commerce d'un dieu, et quand Dravot la prend dans ses bras pour l'embrasser devant la foule de ses sujets, elle le mord jusqu'au sang. Il apparaît alors que Dravot n'est, après tout, qu'un homme. Dravot, Carnehan et Billy Fish s'enfuient, poursuivis par la foule. Billy se lance bravement dans la mêlée, sabre au clair, et succombe bientôt sous le nombre. Dravot et Carneghan sont pris. Dravot est envoyé, couronne sur la tête, au milieu du pont de cordes qu'il a fait construire au-dessus d'un ravin profond, les cordes sont coupées et il tombe dans le précipice. Carnehan est crucifié mais survit et il est libéré. Il repart en Inde, où il retrouve Kipling à qui il montre la tête de Dravot, qu'on lui a permis d'emporter, encore ornée de la couronne du Kafiristan.

## Fiche technique
- Titre original : The Man Who Would Be King
- Titre français : L'Homme qui voulut être roi
- Réalisation : John Huston
- Scénario : Gladys Hill et John Huston, d'après la nouvelle du même titre de Rudyard Kipling
- Décors : Alexandre Trauner
- Costumes : Edith Head
- Photographie : Oswald Morris
- Montage : Russell Lloyd
- Musique : Maurice Jarre
- Production : John Foreman
- Société de production : Columbia Pictures Corporation
- Société de distribution : Allied Artists Pictures Corporation (États-Unis) ; Warner-Columbia Film (France)
- Budget : 8 millions de dollars[réf. nécessaire]
- Pays d'origine :  Royaume-Uni,  États-Unis
- Format : Technicolor - 2,35:1 - Stéréo - 35 mm
- Genre : aventure
- Durée : 123 minutes
- Dates de sortie :
  - États-Unis : 17 décembre 1975
  - France : 21 avril 1976

## Distribution
- Sean Connery (VF : Jean-Claude Michel) : Daniel Dravot
- Michael Caine (VF : Francis Lax) : Peachy Carnehan
- Christopher Plummer (VF : Jean Lagache) : Rudyard Kipling
- Saeed Jaffrey (VF : Gérard Hernandez) : le caporal Majendra, surnommé Billy Fish
- Larbi Doghmi : Ootah
- Jack May (VF : Roland Ménard) : le commissaire
- Karroom Ben Bouih : Kafu Selim
- Mohammad Shamsi : Babu
- Albert Moses : Ghulam
- Paul Antrim : Mulvaney
- Graham Acres : l'agent
- Shakira Caine : Roxanne

## Analyse
Il est probable que Kipling se soit inspiré, entre autres, de la vie de Josiah Harlan (1799-1871), un aventurier américain qui se rendit en Afghanistan et au Pendjab dans l'intention de devenir roi. Après s'être mêlé de politique locale et de faits d'armes, il finit par obtenir le titre de « Prince de Ghor » pour lui-même et ses descendants en échange de son aide militaire. Kipling a pu aussi s'inspirer de l'histoire de Sir James Brooke (1803–1868), surnommé le « Rajah blanc », qui fonda une dynastie à Sarawak en 1841.
L'histoire s'appuie sur les symboles et les rites de la franc-maçonnerie, à laquelle appartenait Kipling, et, sans grand souci de vraisemblance, perpétue le mythe d'une maçonnerie antique à laquelle aurait appartenu Alexandre le Grand.

## Autour du film
- L'Homme qui voulut être roi était un projet désiré et imaginé par John Huston depuis 25 ans. Lorsqu'il le réalisa en 1975, il avait 69 ans. Il avait envisagé de tourner le film avec Clark Gable et Humphrey Bogart comme interprètes, mais le décès de ceux-ci (respectivement en 1960 et 1957) le contraignit à y renoncer. Il pensa ensuite à Kirk Douglas et Burt Lancaster, puis à Peter O'Toole et Richard Burton. Enfin, il proposa les rôles à Paul Newman et Robert Redford. Paul Newman, qui venait de faire deux films avec le cinéaste, incita Huston à prendre deux acteurs britanniques pour une question de véracité (de son point de vue).
- Le tournage s'est déroulé à Glen Canyon aux États-Unis, Chamonix-Mont-Blanc en France, au Maroc et aux Pinewood Studios au Royaume-Uni.
- Lors de la « ressortie » française du film en 2002 (en copie neuve), les spectateurs ont pu voir (pour la première fois) un plan fantôme absent de toutes les copies en circulation du film (copie pour câble, VHS, DVD…). Tout à la fin du film, lorsque Kipling (Christopher Plummer) vient de découvrir le sort tragique de Daniel Dravot (Sean Connery), Huston choisit de nous montrer une image mentale de Kipling : Dravot tombe, au ralenti, dans un trou noir. Sa couronne en or tournoie, elle aussi, lentement. Ils disparaissent finalement dans les ténèbres. Puis l'on revient sur le visage de Kipling.
- Pour la scène où Sean Connery tombe du pont en corde, il a été fait appel au cascadeur Joe Powell[2], qui s'est laissé tomber d'une hauteur de 25 mètres sur une pile de caisses en cartons et de matelas. Huston a été très impressionné par sa performance et a déclaré : « C'est la cascade la plus incroyable que j'aie jamais vue ! » Michael Caine a rapporté que Sean Connery n'affectionnait pas les hauteurs et n'avait pas particulièrement aimé marcher jusqu'au milieu du pont[3].
- Les prêtres et habitants de Sikandergul parlent l'arabe dialectal marocain, John Huston ayant recruté ces acteurs parmi les autochtones de la région du tournage, au Maroc. Les dialogues dits par le grand prêtre sont fidèles aux traductions de Billy Fish, sauf lors des plans où le grand prêtre dévoile la pierre où est gravé le signe des francs-maçons. En substance, le prêtre disait : « Ceci est ma terre et mon pays. Vous ne l'aurez jamais. Vous n'êtes pas les bienvenus », ce que Billy Fish traduisait par l'exact contraire. On peut relever d'autres traductions de Billy Fish complètement fantaisistes, mais très rares.
- Sean Connery rencontra sa future seconde femme Micheline Roquebrune à Marrakech durant le tournage du film.
- Roxanne, jeune fille dont Daniel Dravot choisit de faire sa femme, est interprétée par Shakira Caine, la femme de Michael Caine.
- J. K. Rowling, auteur de la série Harry Potter, a associé en 2017 son signe des reliques de la Mort au symbole maçonnique présent dans le film[4].